# Вулиця Святослава Хороброго (Черкаси)
Ву́лиця Святослава Хороброго — вулиця в Черкасах.

## Розташування
Починається від вулиці Бидгощської і простягається на південний захід до вулиці Івана Мазепи.

## Опис
Вулиця неширока, не асфальтована.

## Походження назви
Вулиця утворена в 1961 році, носила назву на честь радянських гвардійців, які звільняли місто в 1943 році.
22 грудня 2022 року перейменована на честь Великого князя київського Святослава Хороброго.

## Будівлі
Окрім 4 багатоповерхівок, вулиця забудована приватними будинками.